# Libertacja

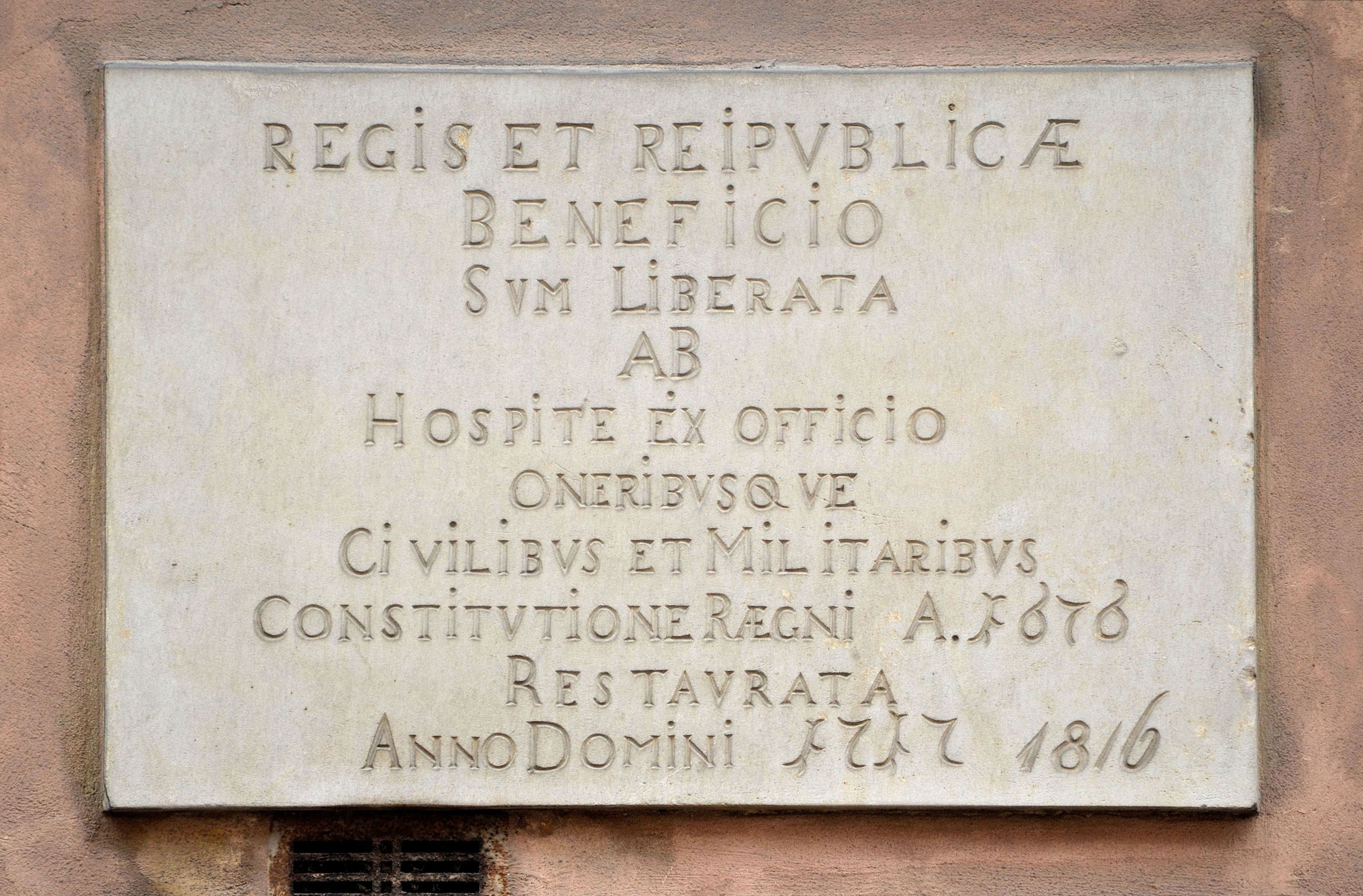
Odtworzona po II wojnie światowej tablica libertacyjna na frontowej ścianie kamienicy przy ul. Świętojańskiej 21 w Warszawie

Libertacja – w I Rzeczypospolitej zwolnienie od określonych obowiązków, m.in. podatków, innych ciężarów w stosunku do miejsca lub osoby.

## Libertacja chłopów
Libertacja chłopów z poddaństwa nazywana również emancypacją pojawiła się w XVI wieku. Polegała na zwolnieniu poddanego chłopa z poddaństwa za odpłatnością. Odbywała się poprzez wpis do akt grodzkich lub wręczenie chłopu listu uwalniającego z herbem i podpisem pana. Wysokość wykupu ustalana była indywidualnie. Zwalniany miał prawo do zabrania ze sobą ruchomości. Często stosowana była wobec zbiegów, którzy po zdobyciu poprzez ucieczkę niezależności zdołali zdobyć jakiś majątek a zostali odnalezieni przez pana. Zdarzało się, że uzyskujący poprzez libertację wolność chłop nie był w stanie się utrzymać i oddawał się w poddaństwo innemu panu. Libertacja chłopów była zjawiskiem rzadkim.

## Libertacja nieruchomości
Libertacja nieruchomości szlacheckich i duchownych w miastach od prawa miejskiego była udzielana przywilejem królewskim pojedynczym domom w miastach i powodowała wyłączenie nieruchomości spod jurysdykcji miasta a inkorporację jej do prawa ziemskiego. Właściciel libertowanej nieruchomości nie ponosił opłat i innych ciężarów miejskich. Libertowane nieruchomości łamały jednolitość prawną terytorium miejskiego i podobnie jak jurydyki osłabiały miasta pod względem gospodarczym. 
Libertacja spod prawa miejskiego rozpowszechniła się w XVII i XVIII wieku. Skalę zjawiska obrazuje spis nieruchomości miasta Krakowa z 1667 roku. Tylko 28,3% nieruchomości w obrębie murów miasta podlegało prawu miejskiemu. Reszta była libertowana, 55% jako własność kościoła i duchownych, 16,7% jako własność szlachecka. Biorąc pod uwagę otaczające miasto jurydyki, prawu miejskiemu podlegał ułamek nieruchomości w obrębie miejskiej zabudowy.
W Warszawie zwolnienia były nadawane przez króla i Sejm właścicielom nieruchomości szlacheckich, kościelnych i mieszczańskich. Od ciężarów były także zwolnione niektóre obiekty miejskie (m.in. kamienica Wójtowska). Były one nadawane na zawsze lub na czas określony np. po pożarach lub po zniszczeniu miasta w czasie potopu szwedzkiego. Były trudne do uzyskania. W 1660 w Starej Warszawie było siedem libertowanych kamienic, w większości należących do szlachty. Od połowy XVI wieku do 1736 nadano w Warszawie ok. 40 libertacji sejmowych. Najwięcej libertowanych nieruchomości znajdowało się przy Rynku Starego Miasta, Krakowskim Przedmieściu i ul. Długiej.

## Inne rodzaje libertacji
Libertacja czasowa polegała na zwolnieniu od podatków i innych ciężarów na określony czas, w związku z wydarzeniami losowymi, poniesionymi inwestycjami lub za opłatą.
W związku ze zniszczeniami wojennymi, na przykład najazdami tatarskimi, udzielano nieraz libertacji dotkniętym nimi ziemiom od poboru lub miastom od szosu. W przypadku pożarów miasta udzielały często pogorzelcom libertacji czasowej od podatków miejskich.
Rajca i burmistrz Warszawy, kupiec winny Jakub Gianotti otrzymał w 1628 roku libertację od podatków miejskich na dwanaście lat ze względu na koszt prac poniesionych przy dokończeniu kamienicy. Libertacja dotyczyła kamienicy nazywanej „Pod Murzynkiem”. To przykład libertacji udzielonej przez władze miasta, będącej wyrazem, jak można by dziś powiedzieć, polityki inwestycyjnej miasta.
Libertację od określonych ciężarów można było uzyskać również za opłatą. Typowym przykładem było zwolnienie z obowiązku udzielania bezpłatnych kwater, kwaterunku wojskowego, a także zapewnienia darmowych noclegów i bezpłatnego wyżywienia posłom oraz deputatom do trybunałów. Chcący uwolnić się od przymusowego kwaterunku mieszczanin wykupywał sobie od władz miejskich libertację. Mógł wówczas umieścić na kamienicy, zwykle nad wejściem do budynku, odpowiednią informację tzw. tablicę libertacyjną. Dwie takie tablice zostały odtworzone po wojnie w Warszawie na Kamienicy Prażmowskich i na kamienicy Szeliżyńskiej (Metrykantów) przy ul. Świętojańskiej 21 w Warszawie.